# دنیل هال
دنیل هال (به انگلیسی: Daniel Hall) یک شخصیت خیالی در کتاب‌های کامیک آمریکایی منتشر شده توسط دی‌سی کامیکس است. این شخصیت توسط نویسنده نیل گیمن خلق شده است که برای اولین بار در شمارهٔ ۲۲ از دومین نسخه مجموعه کمیک سندمن (ژانویه ۱۹۹۱) از انتشارات ورتیگو حضور پیدا کرد. دنیل هال به عنوان دومین شخصیت دیریم، پسر هکتور هال و هیپولیتا «لیتا» هال است که هر دوی آن‌ها خود فرزندان ابرقهرمانان عصر طلایی به شمار می‌روند. او پس از به قتل رسیدن مورفئوس (اولین شخصیتی که نام دیریم را یدک می‌کشید)، بدست فیوری‌ها، در اواخر مجموعه سندمن جایگزین وی شد و میراث او را به عنوان فرمانروای رویاها ادامه داد. دنیل نیز همانند مورفئوس به شکل فردی قد بلند، رنگ پریده، اما با موها و جامه‌ای سفید به تصویر کشیده می‌شود.

## قبل و بعد از تولد
دنیل پسر هکتور هال و هیپولیتا «لیتا» هال است. هکتور درست قبل از اینکه لیتا از بارداری خود باخبر شد به قتل رسید. هکتور در عوض سفر به زندگی پس از مرگ، همراه با لیتا و فرزند متولد نشده آن‌ها، توسط دو کابوس سیار به نام‌های گلوب و بروت به سرزمین دیریمینگ آورده شدند. هکتور و لیتا به مدت دو سال در دریمینگ به سر بردند و در نتیجه دنیل نیز در سرزمین رویاها به خواب فرو رفته بود. در آنجا گلوب و بروت هکتور را متقاعد کردند که او فرمانروای جدید رویاها است. اما وقتی مورفئوس، پادشاه واقعی رویا از راه رسید، مانعی را که آن دو در اطراف کودک ایجاد کرده بودند نابود نمود، دو کابوس را زندانی کرد و روح هکتور را به زندگی پس از مرگ اعزام کرد و به لیتا گفت: به سبب اینکه پسر متولد نشده شما بیشتر زمان باروری را در سرزمین دیریمینگ سپری کرده است، روزی فرا خواهد رسید که من برای گرفتن او خواهم آمد و چشمان او متعلق به من است. لیتا نیز سوگند یاد کرد که هرگز اجازه چنین اتفاقی را نخواهد داد. قبل از اینکه دیریم با لوسیفر مواجه شود، او یک بار دیگر به آن دو مراجعه کرد و نام کودک را دنیل گذاشت.
در نهایت دنیل به دنیا آمد و لیتا از صمیم قلب از او مراقبت می‌نمود. او با این تفکر که در یکی از این روزها دیریم باز خواهد گشت و دنیل را از او خواهد گرفت بسیار وحشت داشت. دنیل در تنها شبی که طی سه سال گذشته لیتا او را تنها گذاشته بود تا به یک مصاحبه برود، توسط لوکی و رابین گودفلو ربوده شد. لوکی و رابین مرگ دنیل را برای لیتا صحنه سازی کردند. لیتا که پس از این اتفاق دچار حمله عصبی شده بود و دیریم را مقصر اصلی از دست دادن پسر و شوهرش می‌دانست، معامله‌ای با فیوری‌ها برای از بین بردن دیریم صورت داد.
دیریم که چارهٔ دیگری نداشت و از این مسئله آگاه بود که تنها راه جلوگیری از فیوری‌ها، نابودی خودش است، تمام قدرت‌هایش را به سنگ عقاب تبدیل کرد، و از دنیل خداحافظی کرد و به مرگ اجازه داد او را بگیرد. پس از مرگ مورفئوس، دنیل که با سنگ عقاب بازی می‌کرد، در نهایت تبدیل به شخصیت جدید دیریم و یکی از اندلس شد.